# Бейлербейи

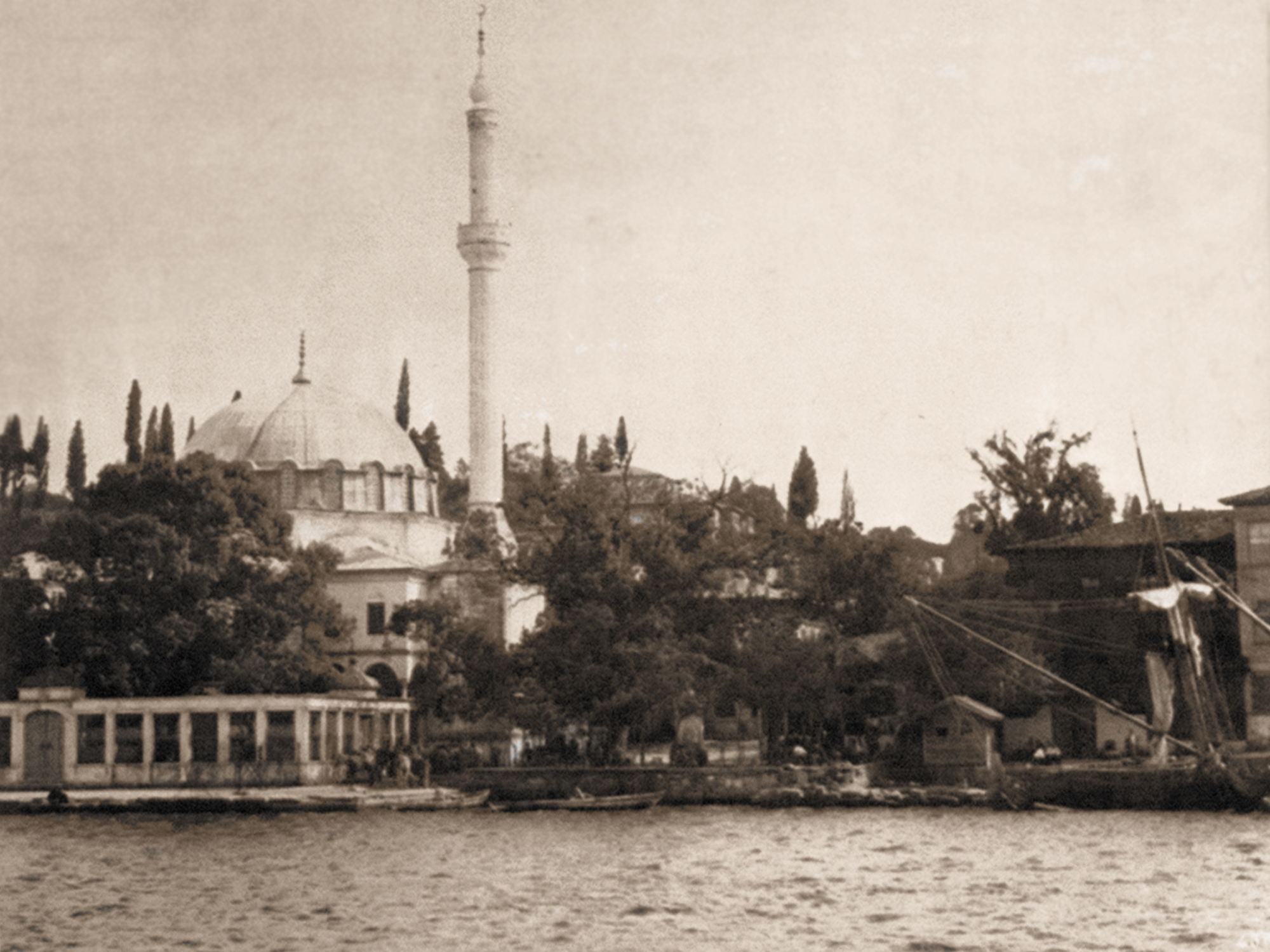
Мечеть Бейлербейи в одноимённом районе, фотография конца XIX века

Бейлербейи (тур. Beylerbeyi) — махалле в районе Ускюдар (Стамбул, Турция). Он расположен на азиатском берегу пролива Босфор, к северу от Босфорского моста.
На северо-востоке Бейлербейи граничит с махалле Ченгелькёй, на востоке — с махалле Киразлытепе, на юго-востоке — с махалле Кюплюдже, на юге — с махалле Бурхание, на юго-западе — с махалле Кузгунджук, a с северо-запада он омывается водами Босфора. На противоположном берегу Босфора находится махалле Ортакёй, являющийся частью стамбульского района Бешикташ.
Главной достопримечательностью района является османский дворец Бейлербейи. Рядом с ним располагаются различные павильоны или киоски (тур. köşkler), в том числе два небольших приморских павильона (тур. Yalı Köşkleri), имперские конюшни (тур. Ahır Köşkü), «затонувший» павильон (тур. Serdab Köşkü или тур. Mermer Köşk) и жёлтый павильон (тур. Sarı Köşk).
Некоторые из числа самых богатых людей Турции владеют домами в районе Бейлербейи, в том числе представители семьи Сабанджи.
К учебным заведениям, находящимся на территории района, относятся Подготовительная школа для младших офицеров военно-морского флота (тур. Deniz Astsubay Hazırlık Okulu), средняя школа Хаджи Сабанджи, начальные школы Бейлербейи и Лютфи Эрджина.
В Бейлербейи работают Художественная галерея Akbank в Бейлербейи и арт-центр Урарт.
К мечетям, расположенным в Бейлербейи, относятся мечеть Бостанджибаши Абдуллы-аги (построена в 1581 году, также известна как мечеть Иставроз), мечеть Хамид-и Эввель или Абдул-Хамида I (построена в 1778 году, также известна как мечеть Бейлербейи) и мечеть Дженнет (Небесная), возведённая в 1967 году.